# Mniobia edmondsoni
Mniobia edmondsoni är en hjuldjursart som beskrevs av Burger 1948. Mniobia edmondsoni ingår i släktet Mniobia och familjen Philodinidae. Inga underarter finns listade i Catalogue of Life.